# اسید تیوگلیکولیک
اسید تیوگلیکولیک (به انگلیسی: Thioglycolic acid) یک ترکیب شیمیایی با شناسه پاب‌کم ۱۱۳۳ است. 